# Aspen Technology
Aspen Technology, Inc. (kurz AspenTech, Aspen steht für Advanced System for Process Engineering) ist ein US-amerikanischer Softwarehersteller für Prozesssimulationssoftware, die zur Modellierung, Simulation und Optimierung chemischer Verfahren und Anlagen benutzt wird. Der Konzernhauptsitz befindet sich in Burlington im US-Bundesstaat Massachusetts.

## Geschichte
AspenTech wurde 1981 von Larry Evans, einem Professor für Chemieingenieurwesen am MIT, gegründet. Das Unternehmensziel war, am MIT mittels öffentlicher Förderung entwickelte Verfahren weiterzuentwickeln und kommerziell nutzen zu können. Zentrale Eigenschaft der neuen Technik war die Abbildung chemischer Prozesse in Flussdiagrammen und die Integration von thermodynamischen Modellen in dieses System.
AspenTech konzentrierte sich zu Beginn auf den Chemiesektor und expandierte insbesondere durch Zukäufe. Neben der ursprünglichen Prozesssimulation hat AspenTech, insbesondere durch diese Zukäufe, sich in Richtung des kompletten Managements chemischer Anlagen weiterentwickelt. Neben den Software-Verkäufen erwirtschaftet AspenTech auch hohe Einnahmen durch Schulungen und Consulting. 
1994 ging AspenTech an die Börse und wird an der NASDAQ geführt.
Heute ist AspenTech Marktführer und hat nahezu alle großen Firmen der chemischen und viele der erdöl- und gasverarbeitenden Industrie als Kunden gewonnen.

## Hyprotech
Hyprotech war ein kanadischer Konkurrent, dessen Kunden im Wesentlichen aus der erdölverarbeitenden Industrie stammen. Dadurch war Hyprotech eine interessante Ergänzung für AspenTech, deren Kunden mehrheitlich aus der chemischen Industrie stammen. Außerdem wies die Software große Überschneidungen mit der AspenTech-Software auf, so dass hier ein großes Potential für Synergieeffekte erhofft wurde.
2002 wurde Hyprotech für 100 Millionen US-Dollar erworben. AspenTech versäumte jedoch die Meldung dieses Kaufs eines großen Wettbewerbers an die US-amerikanische Kartellbehörde (FTC, Federal Trade Commission), welche die Fusion wegen marktbeherrschender Stellung schließlich verbot und die Restauration Hyprotechs verfügte.
2004 musste AspenTech aus Wettbewerbsgründen die erworbenen Entwicklungsrechte einem weiteren Wettbewerber zur Verfügung stellen. Die Entwicklungsrechte wurden von Honeywell für einen Preis von $2 Millionen erworben. AspenTech behielt die Vermarktungsrechte und die Rechte an den Produktnamen und entwickelt diese Technologien weiter und integriert sie in die bereits bestehenden AspenTech Lösungen.